# آسيبرومازين
آسيبرومازين (بالإنجليزية: Acepromazine)‏ هو دواء مضاد للذهان من مشتقات الفينوثيازين. استخدم لأول مرة لدى البشر في سنوات الخمسينات، لكنه الآن قليل الاستخدام لدى البشر (نظيره الأقرب الكلوربرومازين لا يزال يستخدم بوصفه مضادة ذهان بشري).